# Kahnhebehaus

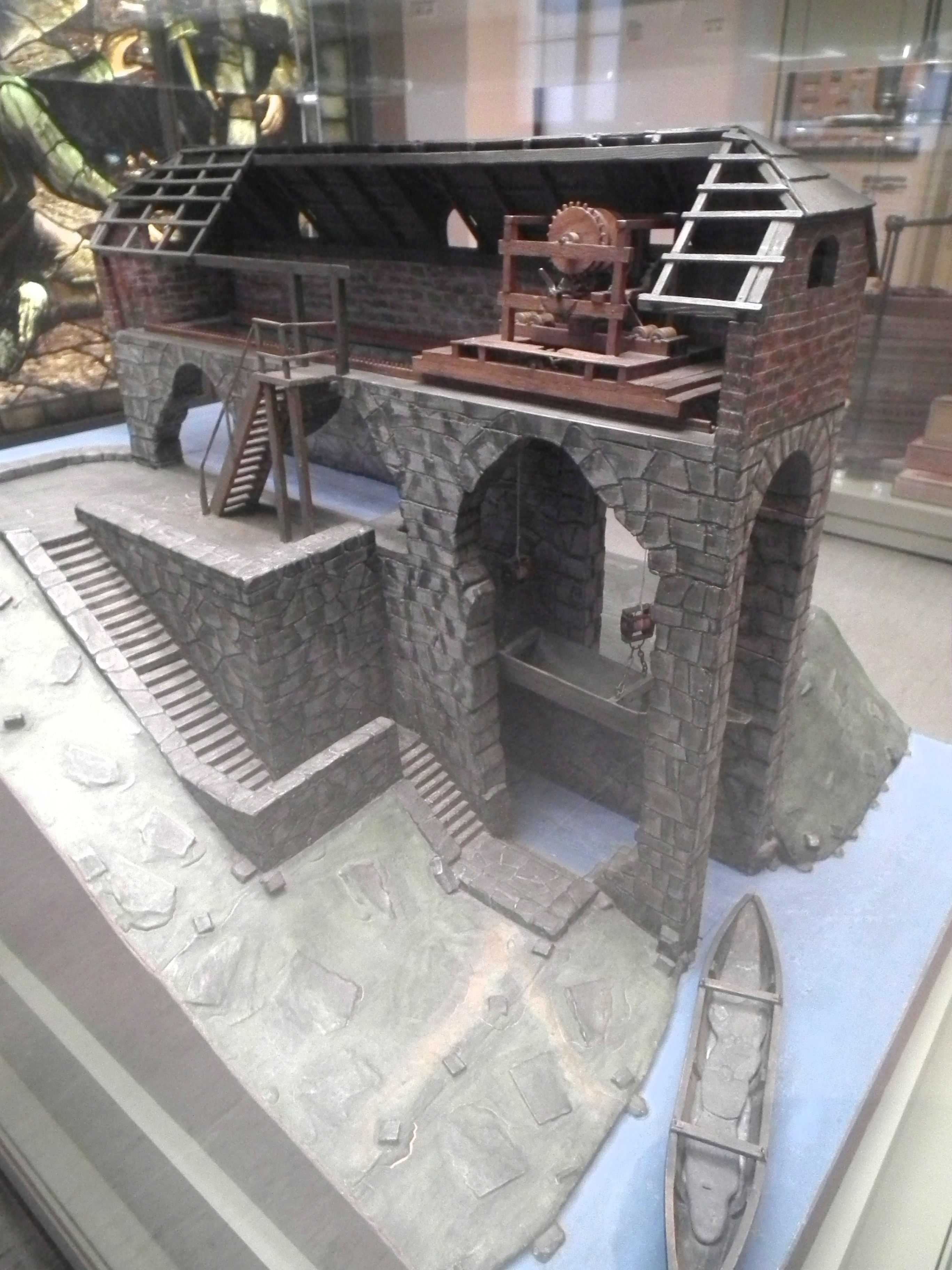
Kahnhebehaus Halsbrücke (Modell im Stadt- und Bergbaumuseum Freiberg)

Ein Kahnhebehaus ist ein Abstiegsbauwerk als ältere Form des Schiffshebewerks. In Kanälen, die Höhenunterschiede in der Landschaft zu überwinden hatten, wurden Kahnhebehäuser mit Flaschenzügen und Laufkatzen genutzt, um die Kähne von einem auf ein anderes Niveau zu heben bzw. zu senken, was mit Muskelkraft erfolgte.

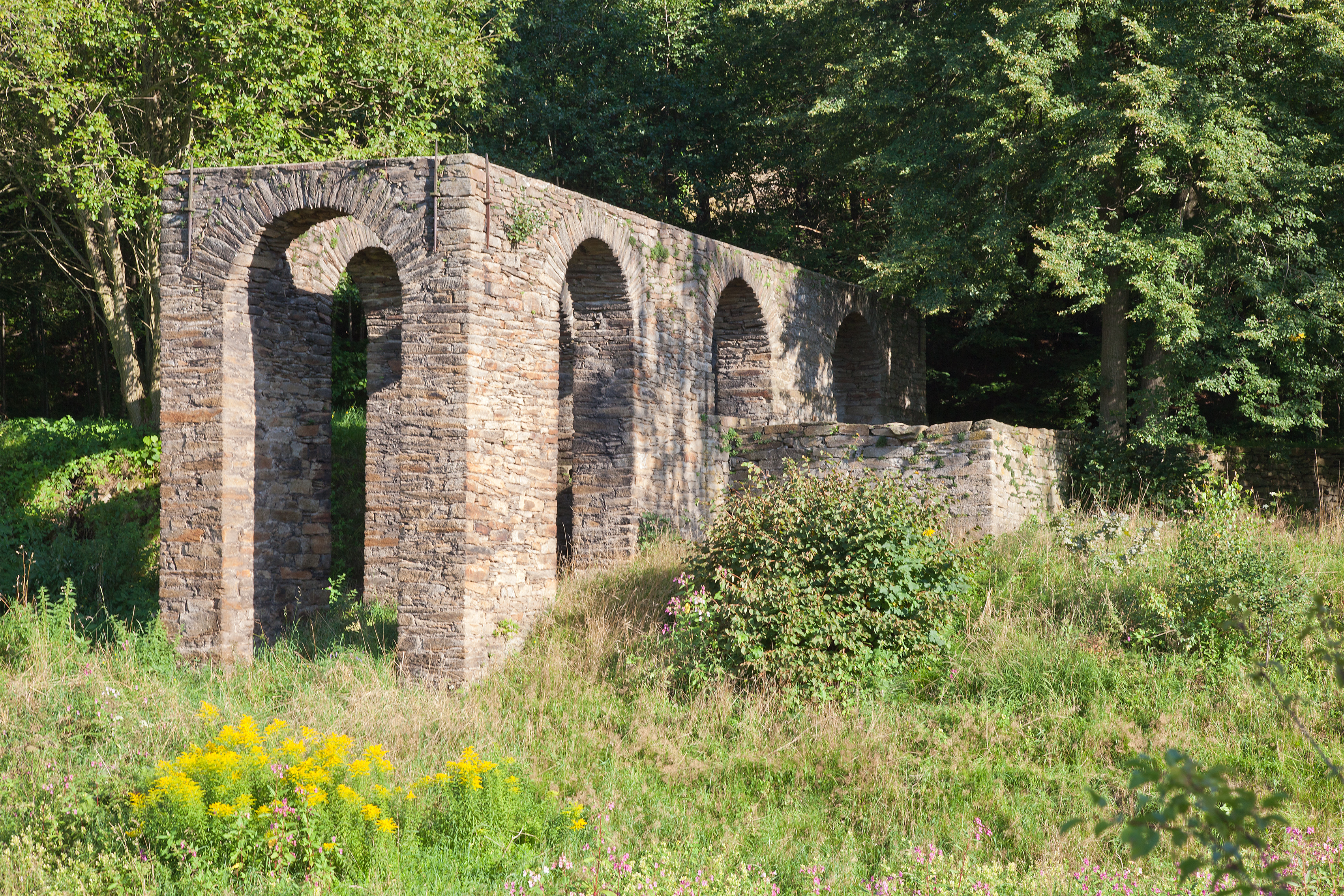
Kahnhebehaus Halsbrücke

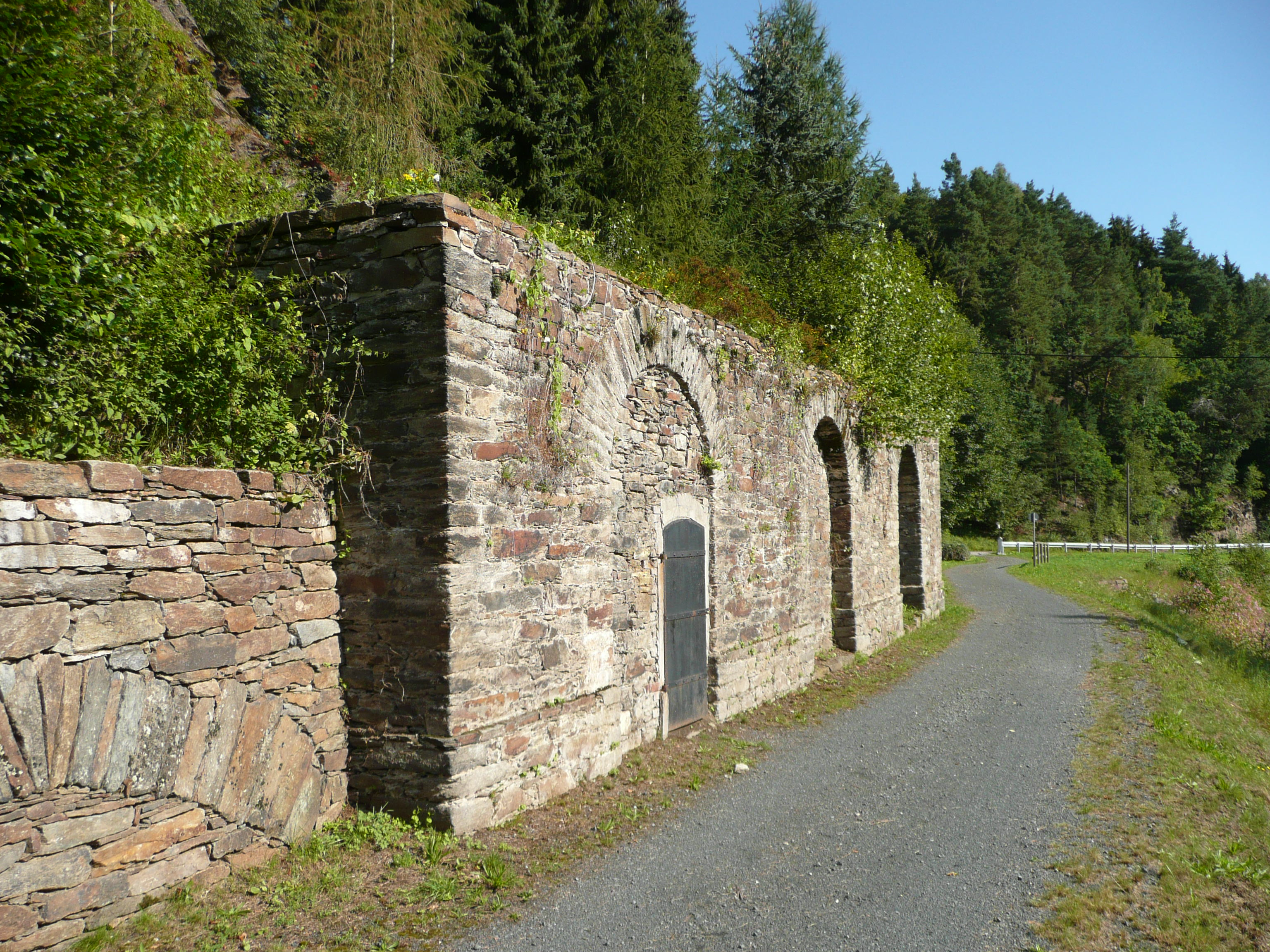
Kahnhebehaus Großvoigtsberg

In Deutschland kann man die Reste zweier Kahnhebehäuser finden: das Kahnhebehaus Halsbrücke an der Freiberger Mulde (manchmal auch Rothenfurther Kahnhebehaus genannt) im Verlauf des Churprinzer Bergwerkskanals, errichtet 1788/89, und das Kahnhebehaus Großvoigtsberg (manchmal auch Christbescherunger Kahnhebehaus genannt), ebenfalls in der Nähe von Freiberg, das den Höhenunterschied zwischen einem Wehrteich der Mulde und dem Christbescherunger Bergwerkskanal überwinden sollte (errichtet 1791). Baumeister war der Freiberger Kunstmeister und spätere Maschinendirektor Johann Friedrich Mende (1743–1798).
Von beiden Häusern kann man die Reste, die in liebevoller Arbeit restauriert und der Nachwelt erhalten wurden, auch heute noch besichtigen.
Die Restaurierung des Hauses in Halsbrücke erfolgte im Jahr 1988 durch die Feierabendbrigade VEB (B) Bergsicherung Schneeberg, während das Haus in Großvoigtsberg im Rahmen einer Arbeitsbeschaffungsmaßnahme (ABM) in den Jahren 1998/99 durch das Institut zur Förderung des Umweltschutzes e.V., NL Freiberg, restauriert wurde.
Bei Kleinvoigtsberg (heute ein Ortsteil von Großschirma) war noch ein drittes Kahnhebehaus geplant, welches aber schließlich nicht gebaut wurde.